# Delia atra
Delia atra este o specie de muște din genul Delia, familia Anthomyiidae, descrisă de Judin în anul 1976. Conform Catalogue of Life specia Delia atra nu are subspecii cunoscute.